# Scolecithricella tenuiserrata
Scolecithricella tenuiserrata är en kräftdjursart som först beskrevs av Giesbrecht 1892.  Scolecithricella tenuiserrata ingår i släktet Scolecithricella och familjen Scolecitrichidae. Inga underarter finns listade i Catalogue of Life.